# Massimo Busacca
Massimo Busacca (n. 6 februarie 1969, Bellinzona) este un fost arbitru elvețian de fotbal, din iulie 2011 șef al arbitrilor la FIFA.

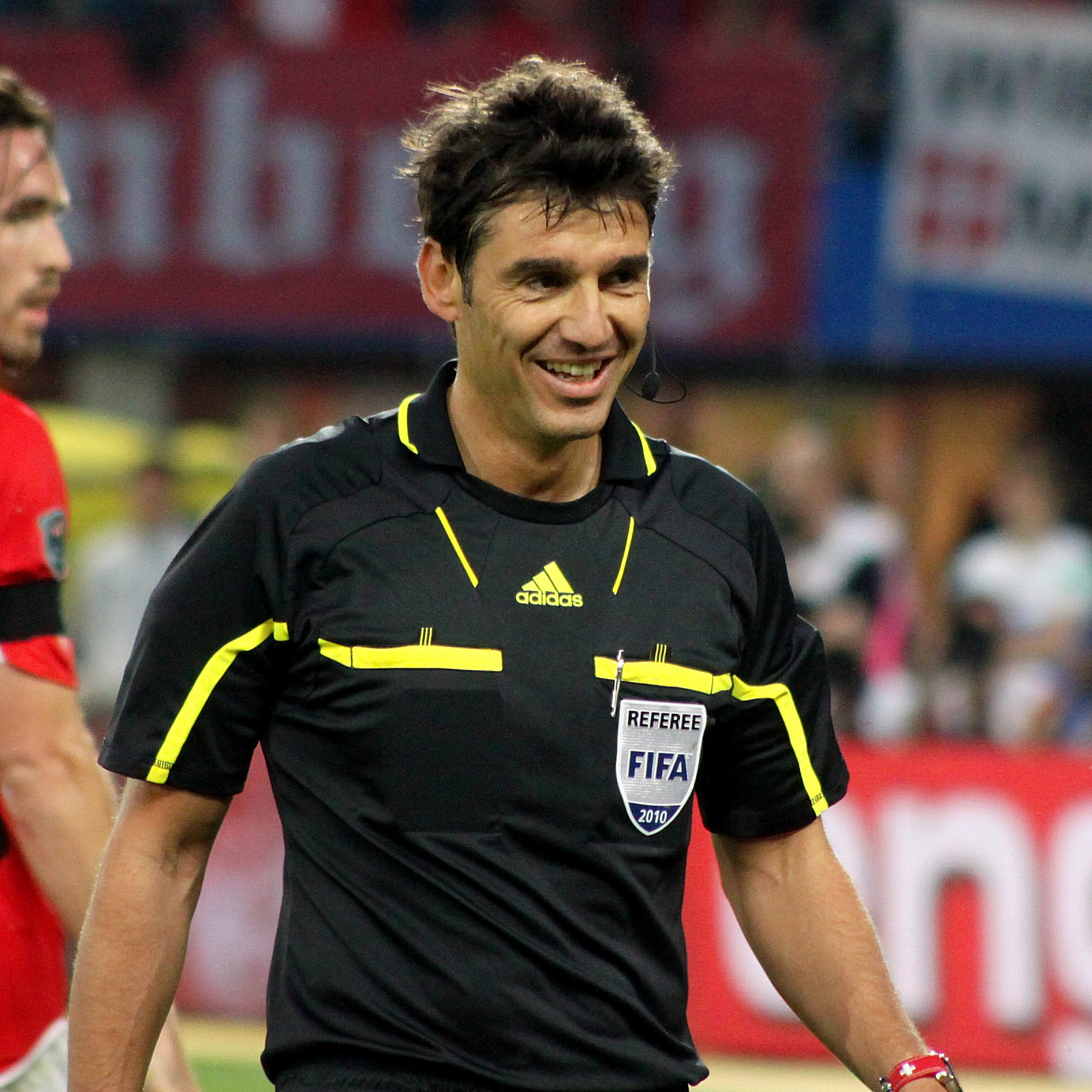
Busacca în 2011